# Karl Logan

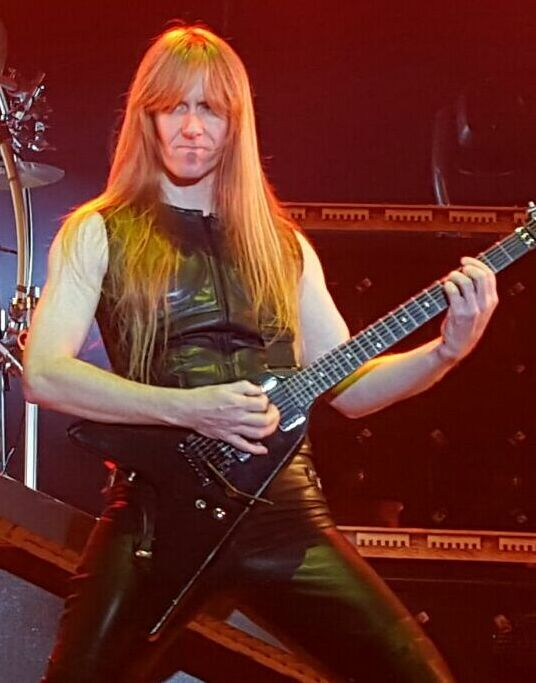
Karl Logan, 2016

Karl Logan (* 28. April 1965 in Carbondale, Pennsylvania; eigentlich Karl Mojaleski) ist ein US-amerikanischer Gitarrist. Von 1994 bis zu seiner Verhaftung 2018 wegen Besitzes von Kinderpornografie war er Gitarrist der Heavy-Metal-Band Manowar.

## Leben
Logan besuchte die Lakeland High School in der Nähe von Clifford, Pennsylvania und machte seinen Abschluss 1982. In den 1980ern spielte er in der Metalband Arc Angel, bis diese sich 1990 auflöste. Danach wechselte er zu den Fallen Angels, die sich 1992 auflösten.
Als sich Fallen Angels auflösten, arbeitete Karl Logan für ein Jahr in einem Warenlagerhaus. Dann erfuhr er 1994, dass Manowar einen neuen Gitarristen suchten, und spielte in einem Studio in New Jersey vor, woraufhin er als neuer Gitarrist in die Band aufgenommen wurde. Sein Debüt bei Manowar gibt er beim Album Louder than Hell (1996).

### Besitz von Kinderpornografie
Logan wurde am 9. August 2018 wegen Besitz von kinderpornografischem Material und daraus folgender sechsfacher sexueller Ausbeutung Minderjähriger verhaftet. Gegen Zahlung einer Kaution von 35.000 US-Dollar wurde er vorläufig freigelassen. Am 25. Oktober des gleichen Jahres wurde er angeklagt. Manowar, die gerade ihre Tournee The Final Battle planten, beschlossen daraufhin, zukünftig nicht mehr mit ihm aufzutreten.
Im Juli 2020 bekannte sich Logan zu zwei der sechs vorgeworfenen Fälle schuldig. Er wurde am 15. Juli 2022 zu 5½ Jahren Gefängnis verurteilt.

## Diskografie
Mit Manowar
- 1996: Louder than Hell (Geffen Records)
- 1996: Return of the Warlord (Maxi-CD, Geffen Records)
- 1997: Hell on Wheels (NEMS Enterprises)
- 2000: Hell on Earth – Part 1 (Nuclear Blast)
- 2002: Warriors of the World (Nuclear Blast)
- 2006: The Absolute Power (Nuclear Blast)
- 2006: The Sons of Odin (Immortal Edition) (MCD, Magic Circle Music)
- 2007: Gods of War (Magic Circle Music)
- 2010: Battle Hymns MMXI (Magic Circle Entertainment)
- 2012: The Lord of Steel (Magic Circle Entertainment)
- 2013: The Lord of Steel Live (MCD, Magic Circle Entertainment)
- 2014: Kings of Metal MMXIV (Magic Circle Entertainment)

Mit Arc Angels
- 1988: Tracks of My Years/Crazy (For Your Love) (7’’, Countach Records)